# SDSS J1228+1040 b
SDSS J1228+1040 b è un planetesimo extrasolare che orbita intorno alla nana bianca SDSS J1228+1040.